# Піщаць (гміна)
Гміна Піщаць (пол. Gmina Piszczac) — місько-сільська гміна у східній Польщі. Належить до Більського повіту Люблінського воєводства.
Станом на 31 грудня 2011 у гміні проживало 7522 особи.

## Площа
Згідно з даними за 2007 рік площа гміни становила 169.92 км², у тому числі:
- орні землі: 68.00%
- ліси: 24.00%

Таким чином, площа гміни становить 6.17% площі повіту.

## Населення
Станом на 31 грудня 2011:
| Опис     | Загалом | Загалом | Чоловіки | Чоловіки | Жінки | Жінки |
| -------- | ------- | ------- | -------- | -------- | ----- | ----- |
| одиниця  | осіб    | %       | осіб     | %        | осіб  | %     |
| все      | 7522    | 100     | 3701     | 49.20    | 3821  | 50.80 |
| міське   | 0       | 100     | 0        |          | 0     |       |
| сільське | 7522    | 100     | 3701     | 49.20    | 3821  | 50.80 |

## Сусідні гміни
Гміна Піщаць межує з такими гмінами: Біла Підляська, Кодень, Ломази, Тереспіль, Тучна, Залесе.

## Історія
За польськими підрахунками станом на 27 червня 1947 року в гміні налічувалося 970 українців, які підлягали виселенню згідно з планом депортації українського населення у рамках операції «Вісла».